# Omar Boutayeb
Pour les articles homonymes, voir Boutayeb.
Omar Boutayeb, né le 19 avril 1994 à Casablanca est un footballeur marocain qui évolue au poste d'arrière latéral droit à la Jeunesse sportive Soualem et en équipe nationale du Maroc.

## Biographie

### Carrière en club

#### Jeunesse et formation
Omar Boutayeb voit le 19 avril 1994 dans la capitale économique du Maroc, Casablanca. Tous ses frères ont joué au football de manière professionnelle. Encore jeune, il commence à pratiquer le football à son tour dans son quartier, où il joue dans un premier temps au futsal, un sport collectif apparenté au football qui nécessite une grande maîtrise technique.  
En 2006, il intègre le centre de formation du Raja Club Athletic, où il commence à joueur avec les minimes. Il passe à travers toutes les catégories d'âge du club, avant d'atteindre l'équipe espoir en 2012 entraîné alors par l'ancien défenseur du Raja, Mohamed Bekkari. Les jeunes aiglons remportent le championnat national des espoirs à deux reprises, en 2013 et 2014.  

#### Raja Club Athletic (2014-2022)

##### Prêt au Youssoufia de Berrechid
Remarquant son grand potentiel, les dirigeants du club décident de le prêter au Club Athletic Youssoufia Berrechid afin de disputer des matchs plus compétitifs en Botola D2, deuxième échelon du football national.
Le club de Berrechid rate de peu la promotion en Botola et termine le Championnat de cette saison à la 5e place, à 4 points des places qualificatives, tandis qu'en Coupe du trône, il est éliminé des huitièmes de finale par FUS de Rabat (score cumulé: 2-3).
Il dispute cette saison un total de 30 matchs, avec au compteur 1 but et 3 passes décisives.

##### Retour et confirmation
Il revient à son club pour le compte de la saison 2015-2016, mais peine au début avec le technicien néerlandais Ruud Kroll, mais avec l'arrivée de Rachid Taoussi, il se voit attribuer plus de temps de jeu et commence de ce fait a concurrencer sérieusement son camarade de poste, Zakaria Hachimi. Il dispute un total de 23 matchs cette saison.
En 2016-2017, Omar gagne la confiance du nouvel entraîneur, M'hamed Fakhir, et s'impose comme titulaire au poste d'arrière droit, poussant Hachimi au banc de touche. Le 19 avril 2017, le club annonce le prolongement de son contrat jusqu'à la saison 2020-2021, sachant que son contrat précèdent arrivait à terme en 2018.
Le 18 novembre au Stade Moulay Abdellah, il est titulaire lors de la finale de la Coupe du Trône 2017 contre le Difaa d'El Jadida. Les Verts s'adjugent leur 8e titre de la compétition aux tirs au but, après que les 120 minutes de match se soldèrent sur un match nul (1-1).
Le 29 août 2018 au Liban, et au compte des seizièmes de finale du Championnat arabe des clubs face au Salam Zgharta (en), Boutayeb offre la victoire à son équipe après un débordement de la droite à la 82e minute (2-1), et signe ainsi son premier but de sa carrière avec les Verts.
Le 25 novembre au Stade Mohamed V, il est aligné par Juan Carlos Garrido en défense avec Badr Benoun, Sanad Al Warfali et Abderrahim Achchakir en finale de la Coupe de la confédération contre l'AS Vita Club, où les Verts s'imposent sur le score de 3-0 grâce à un but de Benhalib et un doublé de Rahimi. Au match retour au Stade des martyrs, et malgré la défaite 3-1, les Raja est sacré champion de la compétition pour la 2e de son histoire après le sacre de 2003. Lors des deux matchs, avec un Jbira qui peine sur le plan défensif, Garrido positionne Boutayeb sur le flanc gauche tandis que Achchakir est chargé d'occuper le côté droit.
En décembre, il est victime d'une sérieuse entorse à la cheville au cours de la 12e journée de la Botola contre le Rapide de Oued-Zem, mais revient à temps pour disputer la Supercoupe de la CAF contre l’Espérance de Tunis au Stade Jassim-bin-Hamad, rencontre où il délivre la passe du premier but à Abdelilah Hafidi. Les Verts s'imposent finalement sur le score de deux buts à un.
Le 2 novembre 2019, au titre des huitièmes de finale du Championnat arabe des clubs 2019-2020 contre le Wydad AC, il est victime d'une blessure au quadriceps droit qui le contraint à sortir en première mi-temps et de laisser sa place à Omar Arjoune. Après les analyses, la blessure s'avère être une déchirure musculaire de 2 cm, qui nécessite une période de repos de 3 à 4 semaines.
Le 30 septembre 2020, au titre de la 27e journée du championnat contre le Mouloudia d'Oujda, il délivre sa première passe décisive de la saison, en effectuant un centre du côté droit pour Hamid Ahaddad qui marque le premier but en début de partie.
Le 11 octobre, les Verts, alors leaders du championnat, reçoivent les FAR de Rabat lors de l'ultime journée, et ont besoin de gagner pour remporter le titre. Boutayeb est forfait pour ce match à cause d'une blessure contracté contre la Renaissance de Berkane. Les visiteurs prennent l'avantage à quelques minutes de la fin du premier carton, avant que Abdelilah Hafidi ne renverse la vapeur en inscrivant un doublé dont un but à la 90e minute, pour sacrer le Raja comme champion du Maroc. 
Le 10 juillet 2021, le Raja CA s'impose en finale de la Coupe de la confédération face aux algériens de la JS Kabylie et d'adjuge son troisième titre de la compétition (victoire, 2-1). 

### Carrière internationale
En 2013, il est convoqué en Équipe du Maroc des moins de 20 ans par le sélectionneur Hassan Benabicha pour prendre part aux Jeux méditerranéens de 2013 disputé en Turquie. Lors de la phase de poules, les marocains font carton plein dans le groupe A, en remportant trois victoires successivement contre la Bosnie-Herzégovine (3-0), la Turquie (2-1) et l’Albanie (3-1). Le 27 juin 2013, et après avoir écarté la Libye en demi-finale (3-1), les Lionceaux de l'Atlas décrochent la médaille d’or en battant à nouveau la Turquie aux tirs au but (3-2, 2-2: après prolongations).
En 2014, il est convoqué pour la première fois en Équipe du Maroc A'. C'est la première fois qu'un joueur évoluant en deuxième division est convoqué en équipe nationale locale. 
À quelques semaines du Tournoi de Toulon de 2015, il est déclaré forfait pour le tournoi à cause d'une blessure à l'épaule.
En août 2019, il convoqué pour la première fois en Équipe A par Vahid Halilhodžić pour affronter le Burkina Faso et le Niger en amical pour le 6 et 10 septembre. Quelques jours plus tard, il est annoncé que Omar Boutayeb, Badr Benoun, Younès Belhanda, Mehdi Bourabia, et Romain Saïss ont quitté le rassemblement des Lions de l'Atlas sur blessure.
Le 20 mars 2021, il est appelé par Houcine Ammouta pour rejoindre la sélection nationale locale pour un stage de préparation prévue du 23 au 29 mars.

## Style de jeu
Omar Boutayeb est décrit comme un arrière offensif porté vers l'avant, qui n'hésite pas à monter pour soutenir ses coéquipiers en attaque. Ses points forts sont sa technique (amortis, jeu à une touche, la conduite de balle...), sa vivacité, son jeu offensif, ou encore sa combativité. 
L'arrivée de Juan Carlos Garrido sera bénéfique pour lui car il améliore énormément son jeu, notamment en défense, grâce à une rigueur défensive notamment dans les duels et la couverture des espaces. 
Il est aussi connu pour sa grande polyvalence puisqu'il évolue à de nombreuses reprises sur le flanc gauche, comme lors de la finale de la Coupe de la confédération 2018, quand Garrido le place sur le flanc gauche et laisse Abderrahim Achchakir sur la droite pour plus de sûreté défensive, le même schéma tactique est employé au match retour à Kinshasa.

## Palmarès

### En club
Raja Club Athletic (7)
- Coupe arabe des clubs champions
  - Vainqueur en 2021
- Championnat du Maroc:
  - Champion en 2020.
  - Vice-champion en 2019.
- Coupe du Trône:
  - Vainqueur en 2017.
- Coupe de la confédération:
  - Vainqueur en 2018 et 2021.
- Supercoupe d'Afrique: 
  - Vainqueur en 2019.
- Coupe nord-africaine des clubs:
  - Vainqueur en 2015.

### En sélection
Équipe du Maroc juniors
- Jeux méditerranéens:
  -  Médaillé d'or en 2013.
- Jeux de la Francophonie:
  -  Finaliste en 2013.